# Wybory parlamentarne w Japonii w 2005 roku
Przedterminowe wybory do Izby Reprezentantów (izby niższej japońskiego parlamentu) – odbyły się 11 września 2005 roku w Japonii. Ich powodem była nieudana próba przeforsowania przez premiera Jun’ichirō Koizumiego ustawy o prywatyzacji Poczty Japońskiej. W wyborach z 11 września zwycięstwo odniosła rządząca Partia Liberalno-Demokratyczna uzyskując 296 mandatów co dało koalicji rządowej większość 2/3 głosów i prawo do uchwalania poprawek do konstytucji. Partia Demokratyczna zdobyła tylko 113 mandatów wobec poprzednich 177. Spowodowało to ustąpienie lidera Partii Demokratycznej Kasuyi Okady. Pozostałe partie zyskały lub straciły w bardzo minimalnym stopniu.

## Przyczyny wyborów
Prezes Rady Ministrów Jun’ichirō Koizumi rozwiązał Izbę Reprezentantów i wyznaczył termin nowych wyborów na 8 sierpnia 2005. Bezpośrednią przyczyną była klęska reformy poczty państwowej, które to wydarzenie postawiło pod znakiem zapytania reformy przeprowadzane przez rząd Koizumiego. Pod groźbą wcześniejszych wyborów izba niższa japońskiego parlamentu zaakceptowała reformy przeprowadzone przez rząd Koizumiego tak już w izbie wyższej - niezależnej od premiera program reform upadł ponieważ 30 członków jego partii nie zagłosowało przeciw. Na podstawie artykułu 7 japońskiej konstytucji premier Koizumi podał rząd do dymisji i zarządził nowe wybory na dzień 11 września 2005 roku co spotkało się z krytyką tak sojuszników jak i przeciwników premiera Koizumi. Przyczyną takiego stanu rzeczy była obawa Nowego Komitetu który był częścią koalicji rządowej przed utratą władzy, gdyż jej elektorat został przejęty przez FDP. Społeczeństwo japońskie poparło rząd Koizumiego w przedterminowych wyborach. Poparcie dla rządu Koizumiego wynosiło 46% jednak podczas wyborów uzyskało ponad 50%.

## Polityka wewnętrzna i zagraniczna Koizumiego
Prezes Rady Ministrów Koizumi starał się uczynić z przedterminowych wyborów parlamentarnych referendum prywatyzacyjne. Koalicjant (FDP) partia (DPJ) nie posiadał początkowo jasnego stanowiska w sprawie prywatyzacji. Zmusiło to władze partii do wyjścia z własnym programem prywatyzacyjnym. Polegał on na ograniczeniu publicznych oszczędności. Demokratyczna Partia Japonii widziała w prywatyzacji szansę na koniec pięćdziesięcioletniego okresu kontroli rządu i rozpoczęcie reformy wydatków rządu japońskiego. W przypadku klęski programu rządowego lider partii koalicyjnej Katsuya Okada oświadczył, iż poda się do dymisji.
W polityce wewnętrznej panujący blok i DPJ różniły się w małym stopniu. W programie obu partii było przeprowadzenie cięć płacowych i zamrożenie obniżki podatków. Miało to na celu ulepszenie finansów rządu.
W polityce zagranicznej Japonia nadal utrzymywała swój kontyngent w Iraku gdzie mimo sprzeciwu opinii publicznej i pacyfistycznej konstytucji wysłała siły samoobrony.

## Wybory
Wyniki prawyborów konsekwentnie pokazywały stałe prowadzenie LDP, w obszarach miejskich jak Tokio i innych dużych miastach Japonii. Wszyscy główni rywale partii liberalno-demokratycznej mieli poparcie 9%. Wszystkie krajowe gazety przewidziały duże zwycięstwo dla LDP. Analitycy wyborów ostrzegli, że mało kandydatów LDP cieszyło się dużym poparciem społecznym, i nadal było bardzo dużo niezdecydowanych wyborców, którzy głosowali DPJ w ostatnich wyborach, w ten sposób wyniki wyborów były bardzo trudne do przewidzenia.
Faktyczne wyniki wyborów dokładnie potwierdziły wyniki prawyborów, chociaż eksperci uznali je za nieprawdopodobne. Wyniki wyborów dały rządzącej koalicji 327 mandatów, 11 więcej większość 2/3 w niższej izbie parlamentu. LDP otrzymał więcej głosów w obszarach wiejskich, pozostałe partie które tworzyły opozycję lub koalicję zyskały lub straciły w bardzo małym stopniu. W obszarach miejskich LDP odniósł wielkie zwycięstwo, zmniejszając DPJ o 12 pojedynczych okręgów wyborczych do 1 w Tokio, od 9 do 2 w Osace i od 8 do 0 w Kanagawie. Z 20 deputowanych którzy opuścili partię jedynie 9 udało się zdobyć ponownie mandaty w okręgach jednomandatowych. Pozostali którzy startowali według ordynacji proporcjonalnej nie dostali się do parlamentu.
Przedstawiciele DPJ wyciągnęli wnioski ze złej wyborczej strategii i zaczęło przygotowywać się do przejęcia władzy podczas następnych wyborów parlamentarnych.
| Nazwa Partii                        | liczba głosów | % głosów | zmiana % głosów +/- | liczba mandatów | zmiana % mandatów +/- | % mandatów |
| ----------------------------------- | ------------- | -------- | ------------------- | --------------- | --------------------- | ---------- |
| Partia Liberalno-Demokratyczna      | 25 887 798    | 38,2%    | +3,3                | 296             | +60                   | 33,7%      |
| Partia Demokratyczna (DPJ) Minshutō | 21 036 425    | 31,0%    | -6,4                | 113             | -64                   | 28,9%      |
| Partia Nowy Komitet                 | 8 987 620     | 13,3%    | -1,5                | 31              | -3                    | 12,2%      |
| Japońska Partia Komunistyczna       | 4 919 187     | 7,3%     | -0,4                | 9               | 0                     | 12%        |
| Partia Socjaldemokratyczna          | 3 719 522     | 5,5%     | +0,3                | 7               | +1                    | 7,4%       |
| Nowa Partia Obywatelska             | 1 183 073     | 1,7%     | +0,3                | 4               | -                     | 1%         |
| Nowa Japonia                        | 1 643 506     | 2,4%     | -                   | 4               | 1                     | 1%         |
| Partia Nowa Ziemia                  | 433 938       | 0,6%     | -                   | 1               | 1                     | 1%         |
| Pozostali                           | -             | -        | -                   | 18              | +1                    | -          |
| Suma                                | 67 781 069    | 100%     | -                   | 480             | -                     | 100%       |